# Hajo Gies
Hajo Gies, född 1945 i Lüdenscheid i Tyskland, är en regissör och manusförfattare. Han är bror till skådespelaren och regissören Martin Gies.

## Regi i urval
- 1994 - Kommissar Rex. Endstation Wien
- 1993 - Brandbilen som försvann